# Little Ol' Cowgirl
Little Ol' Cowgirl è il secondo album discografico del gruppo musicale country statunitense Dixie Chicks, pubblicato nel 1992.

## Tracce
1. Little Ol' Cowgirl – 2:53
2. A Road Is Just a Road – 3:15
3. She'll Find Better Things to Do – 3:00
4. Irish Medley – 3:57
5. You Send Me – 2:51
6. Just a Bit Like Me – 3:56
7. A Heart That Can – 2:35
8. Past the Point of Rescue – 3:30
9. Beatin' Around the Bush – 2:32
10. Two of a Kind – 4:12
11. Standin' by the Bedside – 2:29
12. Aunt Mattie's Quilt – 3:57
13. Hallelujah, I Love Him So – 2:41
14. Pink Toenails – 3:24

## Formazione
- Robin Lynn Macy - chitarra, voce
- Laura Lynch - basso, voce
- Martie Erwin - violino
- Emily Erwin - banjo